# Rankelösundet
Rankelösundet är ett sund i Finland.   Det ligger i landskapet Österbotten, i den sydvästra delen av landet, 400 km nordväst om huvudstaden Helsingfors.
Rankelösundet ligger mellan Rankelön i söder och Rankelören i norr. Den ansluter till Österfjärden och Sundet i öster och Storfjärden i väster. Det är den enda farbara passagen mellan Rankelön och Trutören.